# Бенигност
Бенигност (од лат.  — „благо / милостиво”) је термин у медицини који се користи за описивање стања, тумора или промјена које нису злоћудне, односно које немају тенденцију да се шире или метастазирају у друге дијелове тијела. Бенигне лезије су обично мање опасне од малигних, али могу изазвати здравствене проблеме ако притискају или ометају функцију оближњих ткива или органа.

## Карактеристике бенигних тумора
Бенигни тумори имају неколико карактеристика које их разликују од малигних:
- Спори раст: Бенигни тумори обично расту спорије од малигних.
- Ограничено ширење: Они се не шире на друге дијелове тијела (немају метастазе).
- Добро ограничени: Имају јасне границе и обично су окружени капсулом.
- Хистолошка зрелост: Ћелије бенигних тумора су обично зреле и сличне нормалним ћелијама ткива из којег потичу.[2]

## Примери бенигних тумора
Неки од најчешћих примјера бенигних тумора укључују:
- Липом: Тумор масти који се обично јавља испод коже.
- Фибром: Тумор влaкнастог ткива.
- Хемангиом: Тумор крвних судова.
- Аденом: Тумор жлијезданих ткива, често у штитној жлијезди или јетри.
- Миом: Тумор мишићног ткива, као што је миом материце.[3]

## Дијагноза и лијечење
Дијагноза бенигних тумора обично укључује:
- Клинички преглед: Палпација и процјена симптома.
- Сликовне методе: Ултразвук, КТ или МР.
- Биопсија: Узимање узорка ткива на хистопатолошку анализу.[4]

Лијечење бенигних тумора зависи од њихове локације, величине и симптома. У неким случајевима није потребно лијечење, док у другим може бити потребна хируршка интервенција за уклањање тумора.

## Разлике између бенигних и малигних тумора
Главне разлике између бенигних и малигних тумора су:
- Метастазе: Бенигни тумори не метастазирају, док малигни имају способност ширења.
- Раст: Бенигни тумори расту спорије и организованије.
- Утицај на здравље: Бенигни тумори су мање опасни, али могу изазвати компликације ако притискају органе.[6]